# Henry Gerlach
Henry Gerlach – niemiecki lekkoatleta i bobsleista reprezentujący NRD, dwukrotny medalista mistrzostw świata.

## Kariera
Największy sukces w karierze osiągnął w 1981 roku, kiedy wspólnie z Bernhardem Germeshausenem, Hansem-Jürgenem Gerhardtem i Matthiasem Trübnerem zdobył złoty medal w czwórkach podczas mistrzostw świata w Cortinie d'Ampezzo. W tym samym składzie reprezentanci NRD zwyciężyli również na mistrzostwach Europy w Igls w tym samym roku. Ponadto Gerlach zdobył także brązowy medal w czwórkach na mistrzostwach świata w Lake Placid, gdzie wystąpił razem z Detlefem Richterem, Thomasem Forchem i Dietmarem Jerke. Nigdy nie wystąpił na zimowych igrzyskach olimpijskich.